# 2016-os kínai labdarúgó-bajnokság (első osztály)
A kínai labdarúgó-bajnokság első osztályának 2016-os szezonja volt a 13. kiírása a Kínai Szuperligának. A címvédő a Kuangcsou Evergrande volt. A bajnokságot a címvédő csapat nyerte, története során hatodik alkalommal, így a Bajnokok Ligája 2. selejtezőkörében szerepelhetett a következő szezonban. A bajnokság főszponzora a Ping An Insurance. A klubok ebben az idényben 200 millió eurót költöttek új játékosok szerződtetésére.

## Csapatváltozások
Feljutók az élvonalba
- Jenpien Funde
- Hopej China Fortune

Kiesők a másodosztályba
- Peking Renhe
- Shanghaj Shenxin

### Név változtatások
- Hopej Zhongji-ból Hopej China Fortune 2015 decemberében.[5]
- Csiangszu Guoxin Sainty-ból  Csiangszu Szuning 2015 decemberében.[6]
- Jenpien Changbaishan-ból Jenpien Funde 2016 januárjában.[7]

### A 2016-os szezon csapatai
| Csapat                      | Vezetőedző          | Város        | Stadion                                   | A csapat előző szezonja |
| --------------------------- | ------------------- | ------------ | ----------------------------------------- | ----------------------- |
| Kuangcsou Evergrande        | Luiz Felipe Scolari | Kanton       | Tianhe Stadium                            | 1.(címvédő)             |
| Shanghaj SIPG               | Sven-Göran Eriksson | Sanghaj      | Shanghai Stadium                          | 2.                      |
| Shandong Luneng             | Felix Magath        | Csinan       | Jinan Olympic Sports Luneng Stadium       | 3.                      |
| Peking Guoan                | Alberto Zaccheroni  | Peking       | Workers Stadium                           | 4.                      |
| Henan Jiane FC              | Jia Xiuquan         | Csengcsou    | Zhengzhou Hanghai Stadium                 | 5.                      |
| Shanghaj Shenhua FC         | Gregorio Manzano    | Sanghaj      | Hongkou Football Stadium                  | 6.                      |
| Shijiazhuang Ever Bright FC | Yasen Petrov        | Sicsiacsuang | Yutong International Sports Center        | 7.                      |
| Chongqing Lifan FC          | Chang Woe-ryong     | Hongkong     | Chongqing Olympic Sports Center           | 8.                      |
| Csiangszu Szuning FC        | Choi Yong-soo       | Nanking      | Nanjing Olympic Sports Centre             | 9.                      |
| Csangcsun Jataj FC          | Lee Jang-soo        | Csangcsun    | Development Area Stadium                  | 10.                     |
| Hangzhou Greentown FC       | Hong Mjongbo        | Hangcsou     | Yellow Dragon Sports Center               | 11.                     |
| Liaoning FC                 | Ma Lin              | Senjang      | Shenyang Olympic Sports Center Stadium    | 12.                     |
| Tiencsin Teda               | Dragan Okuka        | Tiencsin     | Tianjin Olympic Center Stadium            | 13.                     |
| Kuangcsou R&F               | Dragan Stojković    | Kanton       | Yuexiushan Stadium                        | 14.                     |
| Jenpien Funde FC            | Park Tae-ha         | Yanji        | Yanji Nationwide Fitness Centre Stadium   | újonc                   |
| Hopej China Fortune FC      | Li Tie              | Qinhuangdao  | Qinhuangdao Olympic Sports Center Stadium | újonc                   |

## A bajnokság végeredménye
| Hely. | Csapat                          | M  | Gy | D  | V  | G+ | G– | Gk  | P  | Továbbjutás vagy kiesés                  |
| ----- | ------------------------------- | -- | -- | -- | -- | -- | -- | --- | -- | ---------------------------------------- |
| 1.    | Kuangcsou Evergrande Taobao (C) | 30 | 19 | 7  | 4  | 62 | 19 | +43 | 64 | bejutott: AFC-bajnokok ligája csoportkör |
| 2.    | Csiangszu Szuning               | 30 | 17 | 6  | 7  | 53 | 33 | +20 | 57 | bejutott: AFC-bajnokok ligája csoportkör |
| 3.    | Shanghaj SIPG                   | 30 | 14 | 10 | 6  | 56 | 32 | +24 | 52 | bejutott: AFC-bajnokok ligája rájátszás  |
| 4.    | Sanghaj Greenland Shenhua       | 30 | 12 | 12 | 6  | 46 | 31 | +15 | 48 | bejutott: AFC-bajnokok ligája rájátszás  |
| 5.    | Beijing Guoan                   | 30 | 11 | 10 | 9  | 34 | 26 | +8  | 43 |                                          |
| 6.    | Kuangcsou R&F                   | 30 | 11 | 7  | 12 | 47 | 50 | −3  | 40 |                                          |
| 7.    | Hopej China Fortune             | 30 | 11 | 7  | 12 | 34 | 38 | −4  | 40 |                                          |
| 8.    | Chongqing Lifan                 | 30 | 9  | 10 | 11 | 43 | 50 | −7  | 37 |                                          |
| 9.    | Jenpien Funde                   | 30 | 10 | 7  | 13 | 39 | 41 | −2  | 37 |                                          |
| 10.   | Tiencsin Teda                   | 30 | 9  | 9  | 12 | 38 | 50 | −12 | 36 |                                          |
| 11.   | Liaoning Whowin                 | 30 | 9  | 9  | 12 | 38 | 47 | −9  | 36 |                                          |
| 12.   | Csangcsun Jataj                 | 30 | 10 | 5  | 15 | 30 | 44 | −14 | 35 |                                          |
| 13.   | Henan Jianye                    | 30 | 10 | 5  | 15 | 26 | 44 | −18 | 35 |                                          |
| 14.   | Shandong Luneng Taishan         | 30 | 9  | 7  | 14 | 38 | 45 | −7  | 34 |                                          |
| 15.   | Hangzhou Greentown (R)          | 30 | 8  | 8  | 14 | 28 | 37 | −9  | 32 | Kiesett: League One                      |
| 16.   | Shijiazhuang Ever Bright (R)    | 30 | 7  | 9  | 14 | 28 | 53 | −25 | 30 | Kiesett: League One                      |

1. ↑  排场大 明星多 2004—2016历届中超开幕式 Archiválva 2017. november 7-i dátummal a Wayback Machine-ben (kínaiul)
2. ↑  中国平安4年6亿冠名中超 三大层面助力中国足球
3. ↑  重磅！中超联赛版权卖出5年80亿天价
4. ↑  John Duerden. „Chinese Super League preview: Guangzhou Evergrande still team to beat”, the guardian, Guardian News and Media, 2016. március 5. (Hozzáférés: 2016. április 4.)
5. ↑  关于河北中基足球俱乐部更名的公告 Archiválva 2016. május 29-i dátummal a Wayback Machine-ben (kínaiul). Sina Sports.
6. ↑  江苏国信舜天主要股权转让并更名为江苏苏宁的公示 Archiválva 2016. október 31-i dátummal a Wayback Machine-ben (kínaiul)
7. ↑  关于延边长白山足球俱乐部股权转让并更名的公示 Archiválva 2016. július 28-i dátummal a Wayback Machine-ben (kínaiul)

## Góllövőlista
| Helyezés | Játékos         | Klub                 | Gól |
| -------- | --------------- | -------------------- | --- |
| 1        | Ricardo Goulart | Kuangcsou Evergrande | 19  |
| 2        | Demba Ba        | Shanghaj Shenhua     | 14  |
| 2        | James Chamanga  | Liaoning Whowin      | 14  |
| 4        | Alan Carvalho   | Kuangcsou Evergrande | 13  |
| 4        | Vu Lej          | Shanghaj SIPG        | 13  |
| 6        | Marcelo Moreno  | Csangcsun Jataj      | 12  |
| 7        | Alex Teixeira   | Csiangszu Szuning    | 11  |
| 8        | Eran Zahavi     | Kuangcsou R&F        | 10  |
| 8        | Mbaye Diagne    | Tiencsin Teda        | 10  |
| 9        | Walter Montillo | Shandong Luneng      | 9   |
| 9        | Fernandinho     | Chongqing Lifan      | 9   |
| 9        | Fredy Montero   | Tiencsin Teda        | 9   |
| 9        | Giovanni Moreno | Shanghaj Shenhua     | 9   |
| 9        | Obafemi Martins | Shanghaj Shenhua     | 9   |

| Helyezés | Játékos        | Klub                 | Gólpassz |
| -------- | -------------- | -------------------- | -------- |
| 1        | Elkeson        | Shanghaj SIPG        | 11       |
| 1        | Cao Yunding    | Shanghaj Shenhua     | 11       |
| 3        | Kao Lin        | Kuangcsou Evergrande | 10       |
| 3        | Alex Teixeira  | Csiangszu Szuning    | 10       |
| 3        | Vu Lej         | Shanghaj SIPG        | 10       |
| 6        | Ivo            | Henan Jianye         | 8        |
| 7        | Alan Carvalho  | Kuangcsou Evergrande | 7        |
| 8        | Wang Dong      | Chongqing Lifan      | 6        |
| 8        | Csi Hsziang    | Csiangszu Szuning    | 6        |
| 8        | Fredy Guarín   | Shanghaj Shenhua     | 6        |
| 11       | Gervinho       | Hopej China Fortune  | 5        |
| 11       | Jael Ferreira  | Chongqing Lifan      | 5        |
| 11       | Yoon Bit-Garam | Jenpien Funde        | 5        |

| Játékos        | Csapat            | Ellenfél                 | Eredmény | Dátum                | Forrás |
| -------------- | ----------------- | ------------------------ | -------- | -------------------- | ------ |
| Marcelo Moreno | Csangcsun Jataj   | Tiencsin Teda            | 4–4      | 2016. április 3.     | [ 4 ]  |
| Demba Ba       | Shanghai Shenhua  | Shijiazhuang Ever Bright | 3–1      | 2016. április 3.     | [ 5 ]  |
| Demba Ba       | Shanghai Shenhua  | Hangzhou Greentown       | 4–0      | 2016. június 19.     | [ 6 ]  |
| Vu Lej         | Shanghai SIPG     | Kuangcsou R&F            | 3–3      | 2016. július 31.     | [ 7 ]  |
| Alex Teixeira  | Csiangszu Szuning | Shijiazhuang Ever Bright | 6–1      | 2016. szeptember 11. | [ 8 ]  |
| Eran Zahavi    | Guangzhou R&F     | Hangzhou Greentown       | 5–2      | 2016. október 16.    | [ 9 ]  |